# Nad Tatrou sa blýska
Nad Tatrou sa blýska (« Au-dessus des monts Tatras brille l’éclair ») est l'hymne national slovaque et de ce fait l'un des quatre symboles officiels de la République slovaque. Il est composé des deux premières strophes du chant Nad Tatrou sa blýska dont les paroles sont du poète Janko Matuška (1821-1877), élève de l’érudit Ľudovít Štúr, sur un air folklorique populaire et qui fut un chant de la révolte slovaque de 1848 contre les Hongrois.
Les deux premières strophes du chant de Janko Matuška furent adoptées en 1918 en tant que seconde partie de l’hymne national de la Tchécoslovaquie (l'hymne tchèque Kde domov můj? étant la première partie). Le texte sera confirmé en 1993 en tant qu’hymne national de la République slovaque.

## Histoire
Janko Matúška a écrit les paroles de la chanson en janvier - février 1844, à l'âge de 23 ans. La mélodie provient d'une chanson folklorique Kopala studienku proposée par Jozef Podhradský activiste panslave, futur religieux et professeur de Gymnasium.

## Paroles
Seules les deux strophes ci-dessus sont paroles officielles de l'hymne ; les deux suivantes ne font partie que du chant original dont l'hymne a été tiré.
| Paroles originales en slovaque | Transcription API | Traduction française |
| --- | --- | --- |
| 𝄆 Nad Tatrou sa blýska Hromy divo bijú 𝄇 𝄆 Zastavme ich, bratia Veď sa ony stratia Slováci ožijú 𝄇 𝄆 To Slovensko naše Posiaľ tvrdo spalo 𝄇 𝄆 Ale blesky hromu Vzbudzujú ho k tomu Aby sa prebralo 𝄇 𝄆 Už Slovensko vstáva Putá si strháva 𝄇 𝄆 Hej, rodina milá Hodina odbila Žije matka Sláva 𝄇 𝄆 Na krivánskej strane Ešte jedle rastú 𝄇 𝄆 Kto jak Slovák cíti Nech sa šable chytí A medzi nás stane 𝄇 | 𝄆 [nat ta.trɔʊ̯ sa ˈbliːs.ka] [ˈɦrɔ.mi ˈɟi.ʋɔ ˈbi.juː] 𝄇 𝄆 [ˈza.staʊ̯.me ix ˈbra.cɪ̯ɐ] [ʋec sa ˈɔ.ni ˈstra.cɪ̯ɐ] [ˈsɫɔ.ʋaː.t͡si ˈɔ.ʐi.juː] 𝄇 𝄆 [tɔ ˈsɫɔ.ʋen.skɔ ˈna.ʂe] [ˈpɔ.sɪ̯ɐʎ ˈtʋr̩.dɔ ˈspa.ɫɔ] 𝄇 𝄆 [ˈa.ɫe ˈbɫes.ki ˈɦrɔ.mu] [ˈvzbu.d͡zu.juː ɦɔ ˈk‿tɔ.mu] [ˈa.bi sa ˈpre.bra.ɫɔ] 𝄇 𝄆 [uʂ ˈsɫɔ.ʋen.skɔ ˈfstaː.ʋa] [ˈpu.taː si ˈstr̩.ɦaː.ʋa] 𝄇 𝄆 [ɦej ˈrɔ.ɟi.na ˈmi.ɫaː] [ˈɦɔ.ɟi.na ˈɔd.bi.ɫa] [ˈʐi.je ˈmat.ka ˈsɫaː.ʋa] 𝄇 𝄆 [ˈeʂ.ce ˈjed.le ˈras.tuː] [na ˈkri.ʋaːn.skej ˈstra.ne] 𝄇 𝄆 [ktɔ jak ˈsɫɔ.ʋaːk ˈt͡siː.ci] [nex sa ˈʂab.ɫe ˈxi.ciː] [a ˈme.d͡zi naːs ˈsta.ne] 𝄇 | Sur les Tatras il foudroie, le tonnerre frappe violemment. Arrêtons-les mes frères, Cependant ils se perdront, Les Slovaques renaîtront. Notre Slovaquie a jusqu'ici profondément dormi. Mais les éclairs du tonnerre Vont la pousser, Pour qu'elle se réveille. La Slovaquie se lève, arrachant ses chaînes. Eh, Patrie chérie, l'heure a sonné. Mère, ta gloire est vivante. Les sapins poussent encore sur le versant de Kriváň. Que celui qui se sent être slovaque prenne le sabre et prenne place parmi nous. |